# Jacques Gaittet
Jacques Gaittet (Parijs, 1893 – aldaar, 1936) was een Frans ijshockeyspeler.
Hij nam als doelman deel aan de Olympische Zomerspelen van Antwerpen. Gaittet werd vijfde met het Franse ijshockeyteam.